# Konsortium
|  | Wiktionary har en ordboksartikel om konsortium. |

Konsortium (av lat. consortium; 'sällskap', 'gemenskap'), bildad sammanslutning (ibland formell genom avtal) av och mellan personer eller företag, för att göra en gemensam affär, ha gemensamma vinstintressen o.s.v.
Exempel på konsortium är de företag som stod för utvecklingen av RISC-processorn PowerPC samt Unicode. I Sverige är konsortier oftast organiserade som enkla bolag. På engelska motsvaras detta av joint venture.